# 大日本帝国憲法第50条
大日本帝国憲法第50条（だいにほん/だいにっぽん ていこくけんぽう だい50じょう）は、大日本帝国憲法第3章にある、帝国議会に関する規定である。

## 現代風の表記
- 両議院は、臣民より提出される請願書を受けることができる。

## 解説
衆議院及び貴族院は、日本臣民からの請願書を受理することができ、以て、帝国議会への国務請求権を認めていた。